# Rolf Schmidt-Gentner
Rolf Schmidt-Gentner (né le 7 septembre 1925 à Berlin, mort le 14 mai 2005 à Vienne) est un ingénieur du son germano-autrichien.

## Biographie
Rolf Schmidt-Gentner est le fils de Willy Schmidt-Gentner, compositeur de musique de films allemands et autrichiens. Il grandit à Vienne à partir de 1933 et suit une formation d'ingénieur du son au début de l'après-guerre. Après une période en tant qu'assistant du son, son employeur le plus important jusqu'en 1965, Sascha-Film, lui permet de travailler comme ingénieur du son en chef à partir de 1958, d'abord en tant que partenaire junior du collègue expérimenté Herbert Janeczka.
Dans la phase tardive du film de divertissement autrichien très commercial, Schmidt-Gentner fournit le son pour un certain nombre de comédies populaires, mettant souvent en vedette Peter Alexander. À la suite de l'effondrement de l'industrie cinématographique autrichienne en 1965, Schmidt-Gentner reste au chômage pendant cinq ans.
En 1970, avec le début de la vague d'adaptations cinématographiques allemandes de romans de Johannes Mario Simmel, le Viennois par choix retrouve son chemin dans le monde du cinéma. Il fournit des films de cinéma et de télévision avec un bon son, en partie des mains de cinéastes locaux respectés tels que Peter Patzak, Axel Corti et Xaver Schwarzenberger, mais aussi des séries populaires telles que Die Alpensaga et Kottan ermittelt. Lorsqu'il atteint l'âge de la retraite en 1990, Rolf Schmidt-Gentner met un terme à sa carrière.

## Filmographie
- 1959 : Je ne suis pas Casanova (de)
- 1960 : Kriminaltango
- 1960 : Heimweh nach dir, mein grünes Tal (de)
- 1960 : Rêve de jeune fille
- 1961 : Ville sans pitié
- 1961 : Les Aventures du comte Bobby
- 1961 : Saison in Salzburg
- 1961 : Jedermann (de)
- 1961 : La Chauve-Souris
- 1962 : La Douceur de vivre du comte Bobby
- 1962 : La Veuve joyeuse
- 1963 : Der Musterknabe (de)
- 1963 : La Marraine de Charley
- 1964 : Schwejks Flegeljahre (de)
- 1964 : La Chevauchée vers Santa Cruz
- 1964 : Die bess'ren älteren Herrn (TV)
- 1964 : Hilfe, meine Braut klaut (de)
- 1965 : … und sowas muß um 8 ins Bett (de)
- 1965 : Belles d'un soir
- 1965 : Vacances avec Piroschka
- 1969 : Die Moritat vom Räuberhauptmann Johann Georg Grasel (TV)
- 1969 : Glaube, Liebe, Hoffnung (TV)
- 1970 : Fall Regine Krause (TV)
- 1970 : Der Querulant (TV)
- 1971 : Et Jimmy alla vers l'arc-en-ciel
- 1971 : Notre agent à Salzbourg
- 1972 : Defraudanten (TV)
- 1973 : Geh, zieh dein Dirndl aus (de)
- 1975 : Benjowski (TV)
- 1975 : Die gelbe Nachtigall (de) (TV)
- 1975 : Kim & Co. (de) (TV)
- 1975 : Kurt Sowinetz – Der Knopf im Taschentuch (TV)
- 1977 : Probealarm (TV)
- 1977–1980 : Die Alpensaga (de) (série télévisée, 4 épisodes)
- 1977–1983 : Kottan ermittelt (de) (série télévisée, 16 épisodes)
- 1980 : Paradiese und andere Zustände (TV)
- 1980 : Kurt Sowinetz – Mei Team und i (TV)
- 1981 : Der Schüler Gerber (de)
- 1981 : Den Tüchtigen gehört die Welt (de)
- 1982–1983 : Familie Merian (série télévisée, 3 épisodes)
- 1983 : Die letzte Runde (de)
- 1984 : Donauwalzer (TV)
- 1984 : Tiger – Frühling in Wien (de)
- 1984 : Die Försterbuben (TV)
- 1985 : Der Sonne entgegen (de) (série télévisée, 6 épisodes)
- 1985 : Julius Tandler (TV)
- 1986 : Wohin und zurück – Teil 2: Santa Fé
- 1986 : Wohin und zurück – Teil 3: Welcome in Vienna
- 1987 : Vom Glück verfolgt (série télévisée, 6 épisodes)
- 1988 : Starke Zeiten (de)
- 1988 : Lebenslinien (série télévisée, 1 épisode)
- 1990 : Die Piefke-Saga (de) (série télévisée, 3 épisodes)